# Romeo Cascarino
Romeo Cascarino (Philadelphia, 22 september 1922 -?, 8 januari 2002) was een Amerikaans componist; getrouwd met de Amerikaanse componiste Margaret Garwood.

## Leven
Cascarino is geboren in de Italiaanse gemeenschap van Zuid Philadelphia, als zoon van een kleermaker. Zijn vader Vincenzo was ook tenor. Alhoewel hij tot aan zijn zeventiende verjaardag autodidact was op muzikaal gebied, begeleidde hij al opera's op de piano toen hij op Highschool zat. Een beurs van de componist Paul Nordoff volgde. Toen Aaron Copland enige werken uit zijn begintijd als componist zag, werd Romeo uitgenodigd om lessen te nemen op Tanglewood. Leergierig als hij was plunderde hij de Free Library of Philadelphia op zoek naar kennis; het lezen van literatuur maar ook partituren, waarvan hij achteraf vond dat hij daarvan het meest leerde. Toch veronachtzaamde hij zijn sociale leven niet.

In 1945 kreeg hij gedurende zijn diensttijd de George Gershwin Memorial Contest-award toebedeeld. Door arrangementen te schrijven voor het legerorkest, kwam hij in aanraking met het Philadelphia Orchestra en met name met haar fagottist Sol Schoenbach. Voor hem componeerde hij zijn Sonate voor fagot. Aangezien hij zijn artisticiteit koesterde, kwam hij steeds meer in de problemen met de commercie. Idealist als hij was koos het voor artisticiteit; de reden ook, waarom hij nooit beroemd is geworden. Dit bracht ook met zich mee dat hij lesgaf aan een niet zo beroemde instelling op dat gebied, het inmiddels opgeheven Combs College of Music. Hoewel hij andere (beter beloonde) aanbiedingen kreeg, blijf hij daar uit trotse loyaliteit.

## Composities
- (1945): Blades of grass; gebaseerd op het gedicht Grass van Carl Sandburg;
- (1947): Sonate voor fagot;
- (1948): Prospice; (origineel balletmuziek);
- (1950): Prayers for Philadelphia);
- (1952): Portrait of Galatea;
- (1955): Pygmalion;
- (1960): Arcadian land;
- (????): Meditation and elegy, was eerst een werk voor 2 piano's; in 2000 gearrangeerd voor orkest en daarna voor strijkers; gebaseerd op het gedicht Annabel Lee van Edgar Allan Poe;
- (2000): recollection of childhood ( Meditation and elegy voor orkest);
- (????): William Penn (opera) (libretto Peggy Gwynn)

## Trivia
Twee opmerkingen van Romeo:
- "with a name like Romeo, I had better be good with my fists" ; over leven in Philadelphia;
- "Yes I'm a an idealist, which for me is a realist who's learned what to live for", over zijn strijd tussen artistiek of commercieel zijn.

## Bron
- uitgave van Naxos; een van de weinige opnamen die beschikbaar zijn.

- International Standard Name Identifier: 0000 0000 2761 8311
- Library of Congress Control Number: n87132684
- MusicBrainz: 38f775ef-fe7e-454e-9377-463676473e84
- Nationale Bibliotheek van Tsjechië: xx0058509
- Nationale Bibliotheek van Israël: 987007329919105171
- SNAC: w6862psq
- Virtual International Authority File: 70441327
- WorldCat: E39PBJkXr9Gj9yvWxd66qprcyd